# Гроссботтвар
Гросботтвар (нім. Großbottwar) — місто в Німеччині, знаходиться в землі Баден-Вюртемберг. Підпорядковується адміністративному округу Штутгарт. Входить до складу району Людвігсбург.
Площа — 25,51 км2. Населення становить 8507 ос. (станом на 31 грудня 2020).